# Almanac de les Lletres
Almanac de les Lletres. Publicació anual, editada per l'Associació per la Cultura de Mallorca i impresa a Sóller, des del 1921 al 1936.
Va aparèixer el 1921 a iniciativa de Joan Pons Marquès. En va ser cofundador el poeta solleric Guillem Colom Ferrà. Cada número contenia un calendari, una miscel·lània literària i informació cultural de caràcter general. Entre els col·laboradors habituals més destacats hi havia Joan Alcover, Miquel Ferrà, Joan Rosselló de Son Fortesa, Salvador Galmés, Josep Carner, Carles Riba, Joaquim Ruira i altres. Era una publicació íntegrament redactada en català. Tot i continuar-se editant durant la Dictadura del general Primo de Rivera, va deixar-se d'editar a conseqüència de la revolta franquista contra la Segona República.
En Paraules de Guillem Colom:
| « | Ben rebut dels escriptors i del poble, l'Almanac de les Lletres es guanyà aviat el favor del públic. L'edició dels cinc primers volums se sostingué solament amb la bona voluntat dels amics i els subscriptors i, a partir del volum sisè, amb l'ajut generós de l'Associació per la Cultura de Mallorca. | » |

La intenció dels editors era donar continuïtat a la tasca que almanacs anteriors, com "Almanaque Balear" o "El Áncora", havien iniciat amb la finalitat de lligar la poesia amb el poble i fer complir a la literatura una funció social activa. Cada volum contenia abundoses col·laboracions literàries, en vers i en prosa, així com un "judici de l'any" en vers, una crònica i una relació dels llibres mallorquins apareguts durant l'any, redactada pel mateix Joan Pons.